# 拉佩尔尼亚
拉佩尔尼亚，是西班牙卡斯蒂利亚-莱昂帕伦西亚省的一个市镇。 总面积166平方公里，总人口447人（2001年），人口密度3人/平方公里。